# Tragopa fasciata
Tragopa fasciata är en insektsart som beskrevs av William D. Funkhouser. Tragopa fasciata ingår i släktet Tragopa och familjen hornstritar. Inga underarter finns listade i Catalogue of Life.